# Cafougnette
 (juillet 2023).
Si vous disposez d'ouvrages ou d'articles de référence ou si vous connaissez des sites web de qualité traitant du thème abordé ici, merci de compléter l'article en donnant les références utiles à sa vérifiabilité et en les liant à la section « Notes et références ».

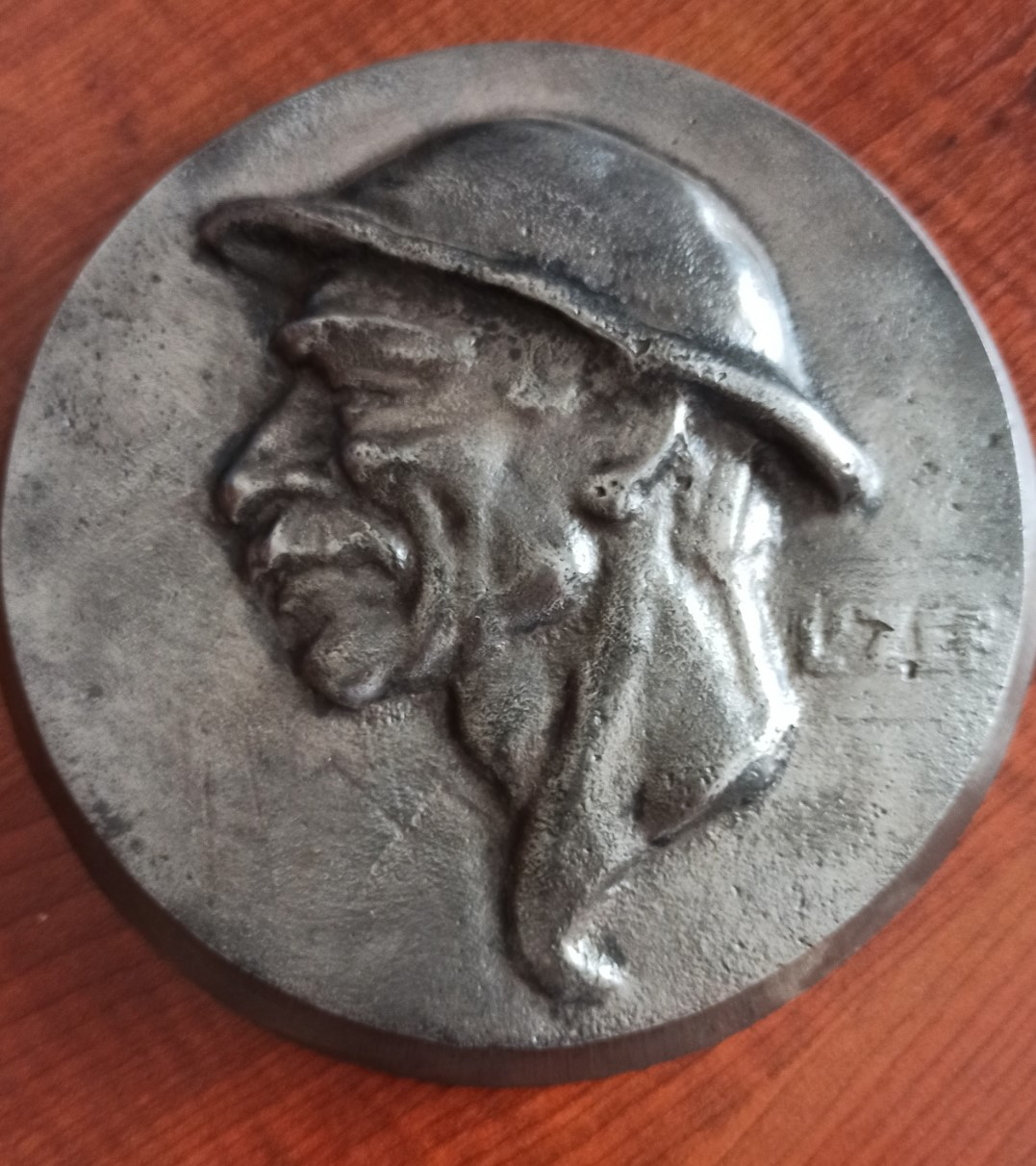
Fonte 16 cm représentant L'Zef alias Cafougnette avec en portrait Jules Mousseron de profil. Ces fontes étaient réalisées par des élèves dans l'atelier fonderie du Lycée Alfred Kastler de Denain dans les années 1960-70. Sur la gauche est représentée la Fosse Renard avec ses deux terrils. Certains modèles ont en plus l'inscription Cafougniette ou Cafougnette sur la droite

Cafougnette est un héros littéraire lié au bassin minier du Nord-Pas-de-Calais. Il a été créé par Jules Mousseron, poète de langue picarde et mineur de fond. 
Cafougnette apparaît officieusement sous la plume de Jules Mousseron dans la chanson Zeph' à Madagascar en 1896, et pour la première fois dans un monologue intitulé Cafougnette à Paris ! Dès lors, il deviendra le héros d’une soixantaine d’histoires après un petit détour comme personnage récurrent dans la revue humoristique Le Galibot, parue à Denain de juillet 1900 au printemps 1902, toujours écrite — sauf à de rares exceptions — par Mousseron, qui en était le rédacteur en chef.
Étymologiquement Cafougnette viendrait peut-être de « cafouillage », terme qui désignait dans le vocabulaire minier du Nord une mauvaise veine de charbon. Une personne inorganisée se disait également « cafouillette » dans la région de Denain. Autre hypothèse, Cafougnette aurait été importé par des mineurs piémontais venus au début du XIXe siècle et serait la version française de cafoni qui désigne un paysan rustaud et dont le propos est une cafognetta.
Les histoires que racontait Jules Mousseron étaient inspirées de mésaventures arrivées à des amis. Pour ne pas les mettre dans l’embarras, il remplaçait leur nom par celui de Cafougnette.
A Denain, depuis les années 1950 un Géant le représente. Chaque lundi de Pâques, il mène le carnaval dont il est le roi.
Cafougnette est aussi le héros d'une bande dessinée adaptée par Frédérick Maslanka (scénariste et arrière-arrière-petit-fils de Jules Mousseron) et Rémy Mabesoone (dessinateur).
Jacques Bonnaffé a mis en scène et joué les textes de Jules Mousseron, Cafougnette et l'défilé. Ces textes sont compilés sur le disque La Fin du Monde, le spectacle a fait l'objet d'un DVD : Cafougnette dernier défilé !

## Source
- Cafougnette en ligne